# Mayrornis
A Mayrornis a madarak osztályának verébalakúak (Passeriformes) rendjébe és a császárlégykapó-félék (Monarchidae) családjába tartozó nem.

## Rendszerezés
A nembe az alábbi 3 faj tartozik:
- ogea-szigeti császárlégykapó (Mayrornis versicolor)
- Mayrornis lessoni
- Mayrornis schistaceus